# Тіберіо Гуаренте
Тіберіо Гуаренте (італ. Tiberio Guarente; 1 листопада 1985, Піза) — колишній італійський футболіст, півзахисник. Найбільше відомий виступами за «Севілью». Також грав за збірні Італії різних вікових категорій.

## Кар'єра

### У клубах
З 14-ти років виступав за молодіжну команду «Аталанти». 2004 року перейшов до «Верони», де зіграв 54 матчі і забив 1 гол в Серії B. 2007 року Тіберіо повернувся до Бергамо. У Серії A він дебютував 21 жовтня, в матчі 8-го туру проти «Торіно», вийшовши на заміну на 83-й хвилині замість Крістіано Доні. Згодом у сезоні 2007/08 Гуаренте провів 27 матчів. У наступному сезоні Тіберіо зіграв 33 матчі, двічі вразивши ворота суперників. Обидва рази його голи виявлялися єдиними і переможними. У чемпіонаті 2009/10 «Аталанта» посіла 18-те місце і вилетіла до Серії B.
17 червня 2010 року іспанська «Севілья» купила Гуаренте за 5,5 млн. євро, підписавши контракт з гравцем до 2015 року. Зігравши 7 матчів у чемпіонаті Іспанії, Тіберіо в кінці жовтня через травму вибув зі складу на півроку. Проблеми з коліном були виявлені у нього ще під час медичного огляду при підписанні контракту, але він виходив на поле, попри дискомфорт в області коліна. «Севілья» відзаявила гравця до кінця чемпіонату. До складу Тіберіо повернувся через 1,5 року. У сезоні 2011/12 він зіграв 3 матчі і влітку його віддали в оренду на рік до «Болоньї».
Болонья відхилила опцію підписати контракт з Гуаренте на постійній основі після того, як він зіграв 20 ігор. 29 серпня 2013 його знову віддали в оренду на рік, цього разу в Серію А до «Катанії», яка також мала опцію викупити гравця по закінченні чемпіонату 2013/14. 31 січня 2014 року він перейшов до «К'єво».
На початку сезону 2014/15 Гуаранте увійшов до складу «Емполі», який тоді очолював Саррі, як вільний агент. У сезоні 2014/15 року він з'явився на полі тільки одного разу, 28 вересня 2014 року вийшовши на заміну замість Сімоне Верді на 83-й хвилині матчу проти «К'єво». Після цього Тіберіо знову лікував травму коліна, а 29 червня 2015 року він погодився розірвати контракт з клубом. Після цього Гуаренте завершив кар'єру гравця. На момент завершення кар'єри йому було 29 років.

### У збірних
Від 2003 року грав у юнацьких збірних Італії різних вікових категорій.
У 2008 році у складі олімпійської збірної став переможцем турніру в Тулоні.

## Життя після завершення кар'єри
Після завершення кар'єри гравець з дружиною оселився у муніципалітеті Капрая-Ізола з населенням близько 400 осіб, що знаходиться на острові Капрая, який є частиною Тосканського архіпелагу. Займається рибальством.
|  | Це і професія, і хобі. Багато часу для того, щоб спокійно подумати, морське повітря – чудова атмосфера. Постійно приходять друзі – нас на острові мало, тому всі знайомі між собою. Мій батько був тут мером 14 років. Я входжу у міську раду. Звичайно, я сумую за футболом. Слідкую за командами, за які колись виступав, проте про повернення не думаю. Плануємо з дружиною у наступному році відкрити бар, звичайно, якщо дозволить ситуація з ковідом. Будемо подавати закуски та коктейлі. |

## Досягнення
Італія (олімп.)
- Турнір у Тулоні: 2008